# 费尔特恩德雷德
费尔特恩德雷德，是匈牙利杰尔-莫雄-肖普朗州所辖的一个村。总面积15.09平方公里，总人口610，人口密度40.4人/平方公里（2011年1月1日）。